# Satoru Hayashi
Satoru Hayashi (林 慧 Hayashi Satoru?), född 13 juni 1988 i Kanagawa prefektur, är en japansk före detta fotbollsspelare.
Hayashi började sin karriär 2007 i Shonan Bellmare. Efter Shonan Bellmare spelade han för Gainare Tottori, Zweigen Kanazawa, Banditonce Kakogawa, FC Osaka, Nara Club och Arterivo Wakayama. Han avslutade karriären 2017.